# Кански рејон
Кански рејон (рус. Канский район) је општински рејон у источном делу Краснојарске Покрајине, Руске Федерације.
Административни центар рејона је насеље Канск  (рус. Канск).
Рејон је формиран 1924. године. У децембру наредне године, рејон је укључен у Кански округ Сибирске Покрајине. У јулу, следеће године, је административно потпао под директни надзор Источносибирске Покрајине. Године 1934. Кански рејон је постао део Краснојарске Покрајине.
Суседне области рејона су:
- север: Дзержински рејон
- североисток: Абански рејон
- исток: Илански рејон
- југ: Ирбејски рејон
- југозапад: Рибински рејон
- северозапад: Сухобузимски рејон

Укупна површина рејона је 4.246 km².
Укупан број становника рејона је 26.178 (2014).